# Katharina Kammeyer
Katharina Kammeyer (* 11. Juni 1977 in Göttingen) ist eine deutsche evangelische Theologin.

## Leben
Nach dem Abitur 1996 am Gymnasium Graf-Friedrich-Schule Diepholz und dem Studium (1997–2001) der Ev. Theologie und Germanistik im Rahmen des Studiums für das Lehramt Sonderpädagogik (Förderschwerpunkte Sehen und geistige Entwicklung) an der Universität Dortmund (Abschluss mit dem Ersten Staatsexamen) war sie von 2003 bis 2006 wissenschaftliche Hilfskraft im Fach Ev. Religionspädagogik an der Universität Dortmund (Gerhard Büttner) und an der Universität Münster (Christian Grethlein). Nach der Promotion 2008 ist sie seit 2016 Professorin für die Didaktik der Ev. Religionslehre mit Schwerpunkt Inklusion an der Universität Paderborn.
Ihre Forschungsschwerpunkte sind Grundfragen religiöser Bildung angesichts von Heterogenität, insbesondere im Kontext des Inklusionsdiskurses, Kinder- und Jugendtheologie und Verschränkung von Theorie- und Praxisanteilen im Lehramtsstudium.

## Schriften (Auswahl)
- „Lieber Gott, Amen!“. Theologische und empirische Studien zum Gebet im Horizont theologischer Gespräche mit Vorschulkindern. Stuttgart 2009, ISBN 978-3-7668-4098-1.
- mit Jan Woppowa, Tuba Isik und Bergit Peters (Hrsg.): Kooperativer Religionsunterricht. Fragen – Optionen – Wege. Stuttgart 2017, ISBN 3-17-032500-0.